# Limnophora breviceps
Limnophora breviceps är en tvåvingeart som beskrevs av Fritz Isidore van Emden 1965. Limnophora breviceps ingår i släktet Limnophora och familjen husflugor.
Artens utbredningsområde är Myanmar. Inga underarter finns listade i Catalogue of Life.